# بيغي أندرسون
بيغي أندرسون (بالإنجليزية: Peggy Anderson)‏ هي صحفية أمريكية، ولدت في 14 يوليو 1938 في أوك بارك في الولايات المتحدة، وتوفيت في 17 يناير 2016.